# Rukávečská obora (přírodní památka)
Přírodní památka Rukávečská obora se nachází v okrese Písek v katastrálním území obce Květov, a zaujímá jen relativně malou část Rukávečské obory, využívané pro hospodářské účely. Důvodem ochrany je fragment původního porostu acidofilních bikových bučin asociace Luzulo-Fagetum v přirozené oblasti svého rozšíření na severním svahu kóty Oranice (538 m n. m.). V dutinách těchto stromů hnízdí lejsek malý (Ficedula parva), strakapoud (Dendrocopos), datel černý (Dryocopus martius). V porostech žije chráněná ropucha obecná (Bufo bufo) a slepýš křehký (Anguis fragilis). Oblast přírodní památky je od roku 1998 obory oplocena, aby byla zajištěna přirozená reprodukce lesního porostu.
Ochrana lokality byla vyhlášena již v roce 1929, což z ní činí nejstarší chráněné území v okrese Písek. Přírodní památka je spravována Správou AOPK České Budějovice[zdroj⁠?!] a je součástí ptačí oblasti Údolí Otavy a Vltavy. Přírodní památku má ve správě krajský úřad, odbor životního prostředí, zemědělství a lesnictví.

## Historie
První zmínky o místních lesích pocházejí ze 40. let 16. století, kdy jsou uváděny jako lovecký objekt. V roce 1734 jsou opět popisovány v rámci zprávy visitační komise, ve které se uvádí, že revír Rukáveč obsahuje silné dříví používané většinou pro potřeby panství. Další popis lesů z 19. století uvádí, že se na území celé obory nachází porosty VI. věkové třídy se stromy se stářím přes 200 let. Samotné území přírodní památky bylo dlouhodobě výrazně ovlivněno zřízením obory podle nařízení z roku 1848, jelikož tím došlo ke zvýšení tlaku zvěře na místní ekosystém. Převážně vysoké stavy jelení zvěře chované pro účely lovu způsobovaly škody na přirozeném zmlazování porostu a současně černá zvěř vyžírala bukvice, čímž zamezovala přirozené obnově lesa. Vlivem toho vznikl les o stejném stáří s chybějící spodní etáží představující nejmladší stromy. Od roku 1887 do obory přibyl i muflon.
Ve zdejších lesích se dlouho dařilo i různým šelmám jako byli medvědi (zmiňován ještě v 17. století), vlci (v 18. století uváděn jako přemnožený) či kočky divoké (18. století).
Na základě výnosu číslo 91505/29 ministerstva školství a národní osvěty ČSR ze dne 6. srpna 1929 došlo k vyhlášení chráněného území na ploše o rozloze 3 ha ve formě státní přírodní rezervace. Tato část obory, která je dlouhodobě chráněna, je místními lesníky nazývána pralesem. V roce 1983 proběhl na lokalitě invertarizační průzkum zaměřený na botaniku a lesnictví. V roce 1992 byla lokalita údajně přehlášena dle vyhlášky Ministerstva životního prostředí č. 395/1992 Sb.,[zdroj⁠?!] kterou se zaváděla nová označování chráněných území – v této vyhlášce však není tato přírodní památka vůbec zmíněna, pouze byl tento typ rezervací překategorizován na přírodní památky.
K oplocení přírodní památky uvnitř obory došlo v roce 1998 ve snaze zamezit přístupu divoké zvěře, což mělo zásadní pozitivní vliv na rozvoj přirozené obnovy stávajícího bukového porostu. Oplocení nerespektovalo rozlohu území vyhlášeného v roce 1929. V prosinci 2006 byl vydán plán péče o přírodní památku na období 1. ledna 2007 až 31. prosince 2020. K roku 2010 přírodní památka byla součástí lesního hospodářského celku lesní správa Orlík nad Vltavou.
Rozloha přírodní památky je uváděna stále 3,0404 ha podle vyhlašovacího výnosu z roku 1929. Změnou kategorizace v roce 1992 nedošlo ke změně vymezení ani rozlohy. Plán péče však konstatoval, že plocha porostu, na nějž byla vztahována praktická ochrana, postupně vzrůstala při obnovách lesního hospodářského plánu přidáváním menších částí okolních porostů a tak byla neoficiálně ochrana rozšířena na porost 317C o výměře 6,42 ha. Rozloha 6,8349 ha, uváděná vlastníkem v plánu péče o přírodní památku na období od roku 2007, odpovídá oplocené části přírodě blízkého bukového porostu, který původní chráněné území zahrnuje  – dle prostorového rozdělení lesa jde o celý dílec 272C. Vlastník toto vymezení dlouhodobě respektuje. Dlouhodobě je navrhováno a připravováno rozšíření přírodní památky do rozlohy, kterou od roku 1998 vymezuje oplocení, dle digitálního registru však ještě v květnu 2020 měla přírodní památku původní rozlohu kolem 3 ha. Vyhlašovací výnos z roku 1929 nelze doplnit ani opravit. Nelze jej ani zrušit nařízením kraje, musel by být zrušen novelou vyhlášky 395/1992 Sb. Přírodní památka Rukávečská obora byla v roce 2017 krajem zařazena do procesu přehlašování, což znamenalo, že následně bylo zadáno provedení inventarizačních průzkumů a zpracování plánu péče spolu s návrhem na přehlášení a tato dokumentace má být odevzdána v srpnu 2020, přičemž kraj nemůže předjímat, jestli konečná výměra přírodní památky bude odpovídat současnému vymezení dle lesního hospodářského plánu (cca 6,14 ha), nebo zůstane v původní výměře (3 ha).

## Přírodní poměry
Přírodní památka se nachází v Jihočeském kraji v okrese Písek západně od Milevska v katastrálním území obce Květov. Je součástí stejnojmenné obory mající rozlohu 848 ha, která je prvkem lesního komplexu mezi obcemi Rukáveč a Květov. Vlastní přírodní památka zabírá plochu 6,8349 ha, okolo níž je ochranné pásmo o šířce 50 metrů. Její území leží nad levostranným přítokem Hrejkovického potoka přibližně 2 kilometry jihovýchodně od obce Květov na jih od silnice spojující Branice a Květov, nedaleko Tyrolského domu, což je lovecká chata vystavěná v roce 1810 v alpském stylu. Nadmořská výška přírodní památky se pohybuje mezi 488 až 536 m n. m.

### Geologická stavba, reliéf a půdy
Podloží přírodní památky je tvořeno z větší části usměrněným biotitickým až amfibol-biotitickým granodioritem až křemenným dioritem červenského typu tvořící podloží mírnějších svahů. Nevýrazná vrcholová partie je tvořena dvojslídnou žilnou žulou středočeského plutonu. Jejím zvětráváním vznikla nesouvislá svahová suť v oblasti strmějšího svahu. V západní části památky vstupují do podloží intruze leukokrátních žilných žul. Na tomto podkladu se pak nachází půdní typ převážně v podobě kambizemě modální. Jinak je půda tvořena kambizemí typickou kyselou a kambizemí dystrickou.
Z geomorfologického hlediska je Rukávečská obora součástí Česko-moravské subprovincie, konkrétně Táborské pahorkatiny a jejího podcelku Písecká pahorkatina, v jejímž rámci spadá pod geomorfologický okrsek Milevská pahorkatina. Její území leží na mírném severním svahu 538 metrů vysokého kopce Oranice v nadmořské výšce 488 až 536 m n. m.

### Podnebí a vodstvo

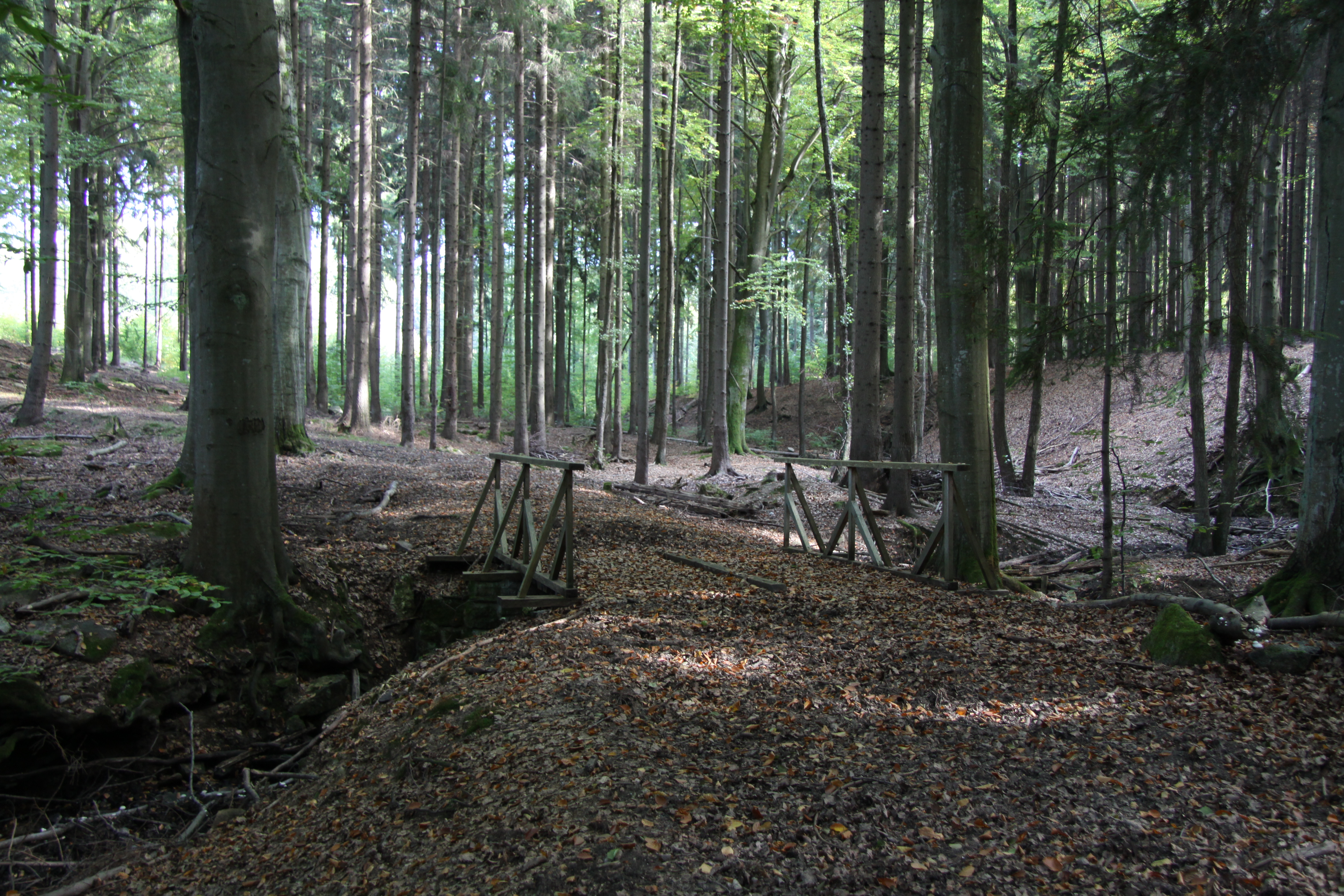
Most na přístupové cestě přes bezejmenný potok protékající poblíž severní hranice přírodní památky

Podle Quittovy klimatické klasifikace náleží přírodní památka do mírně teplé oblasti, konkrétně do okrsku MT10, pro kterou je typické dlouhé léto, teplé a mírně suché, krátké přechodné období s mírně teplým jarem a mírně teplým podzimem, krátká zima, která je mírně teplá a velmi suchá, s krátkým trváním sněhové pokrývky.
Oblast je odvodňována jedním z bezejmenných levostranných přítoků Hrejkovického potoka, který se vlévá do vodní nádrže Orlík, respektive do řeky Vltavy. Oblast leží ve Středočeské pahorkatině, pro kterou jsou charakteristické průměrné roční srážky mezi 539 a 656 mm.

### Flora
Území je z botanického hlediska značně chudé, což zcela odpovídá charakteristickému složení lesa. Les je tvořen acidofilní bikovou bučinou asociace Luzulo–Fagetum v přirozené oblasti svého rozšíření, která se vyskytuje na 98 % plochy chráněného území. Konkrétně se jedná o starý bukový les (Fagus sylvatica) o stáří některých stromů přes 225 let s příměsí smrku ztepilého (Picea abies) a olše lepkavé (Alnus glutinosa). Nejrozšířenějším lesním typem je zde svěží bučina šťavelová a kyselá bučina se šťavelem. Méně výrazně je zastoupena svěží bučina s bikou chlupatou, kyselá bučina biková, svěží dubová jedlina a vlhká bučina netýkavková. Jelikož je oblast přírodní památky od roku 1998 oplocena, což zamezuje přístupu černé zvěře, dochází k přirozenému zmlazování porostu bukovými nálety. Při pohledu na zastoupení jednotlivých lesních typů dle rozlohy připadá 3,37 ha (přibližně 50 %) na svěží bučinu, 3,18 ha (46 %) na kyselou bučinu a 0,27 ha (4 %) na vlhkou bučinu.

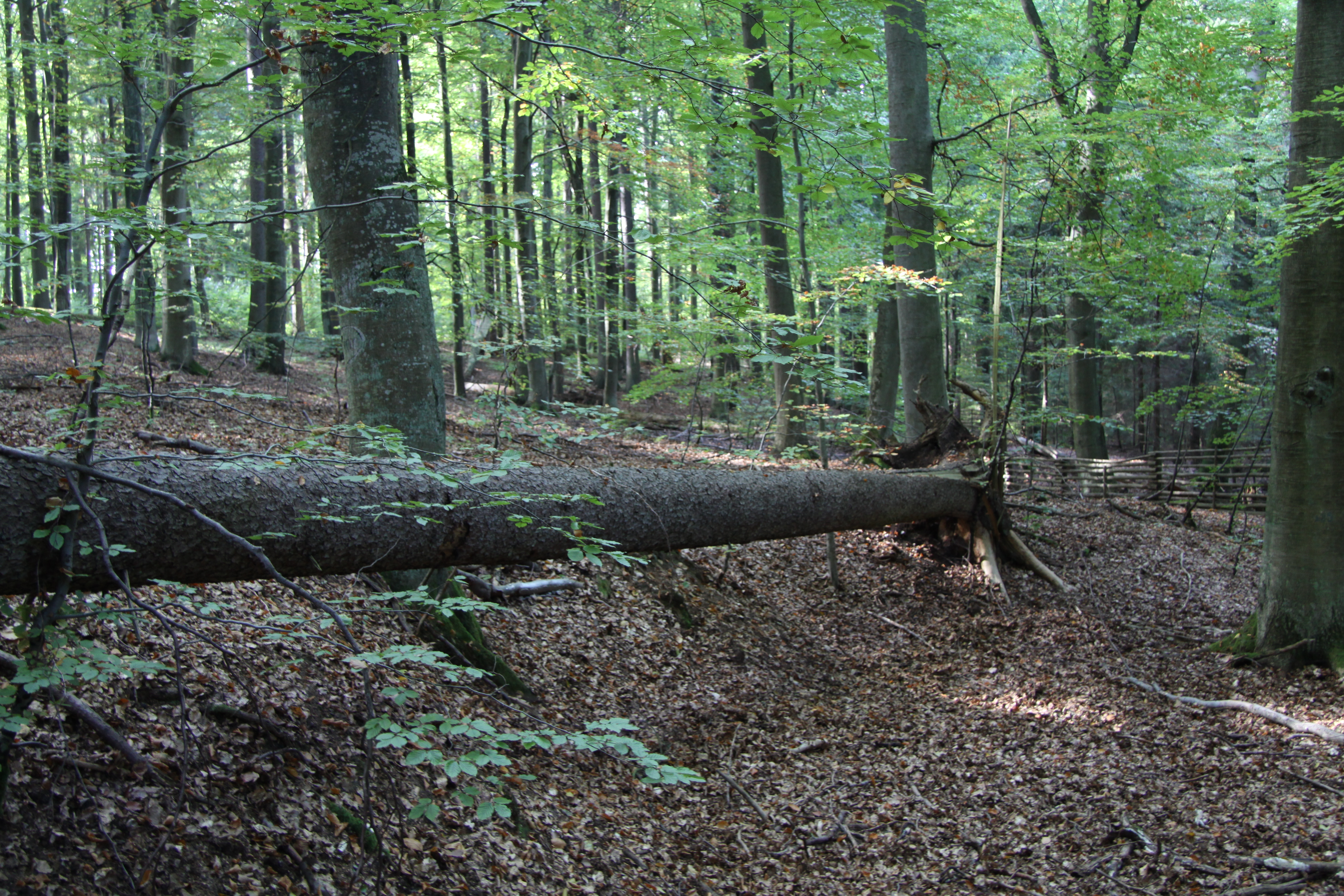
Padlý strom na lokalitě

Pod stromy se nachází nepříliš bohaté bylinné patro s pokryvností 10 až 20 %, ve kterém roste například bika hajní (Luzula luzuloides), pstroček dvoulistý (Maianthemum bifolium) a jednotlivě i věsenka nachová (Prenanthes purpurea). Ve vrcholové části památky místa s otevřenými plochami zarůstají třtinou rákosovitou (Calamagrostis arundinacea) a třtinou křovištní (Calamagrostis epigejos).

### Fauna

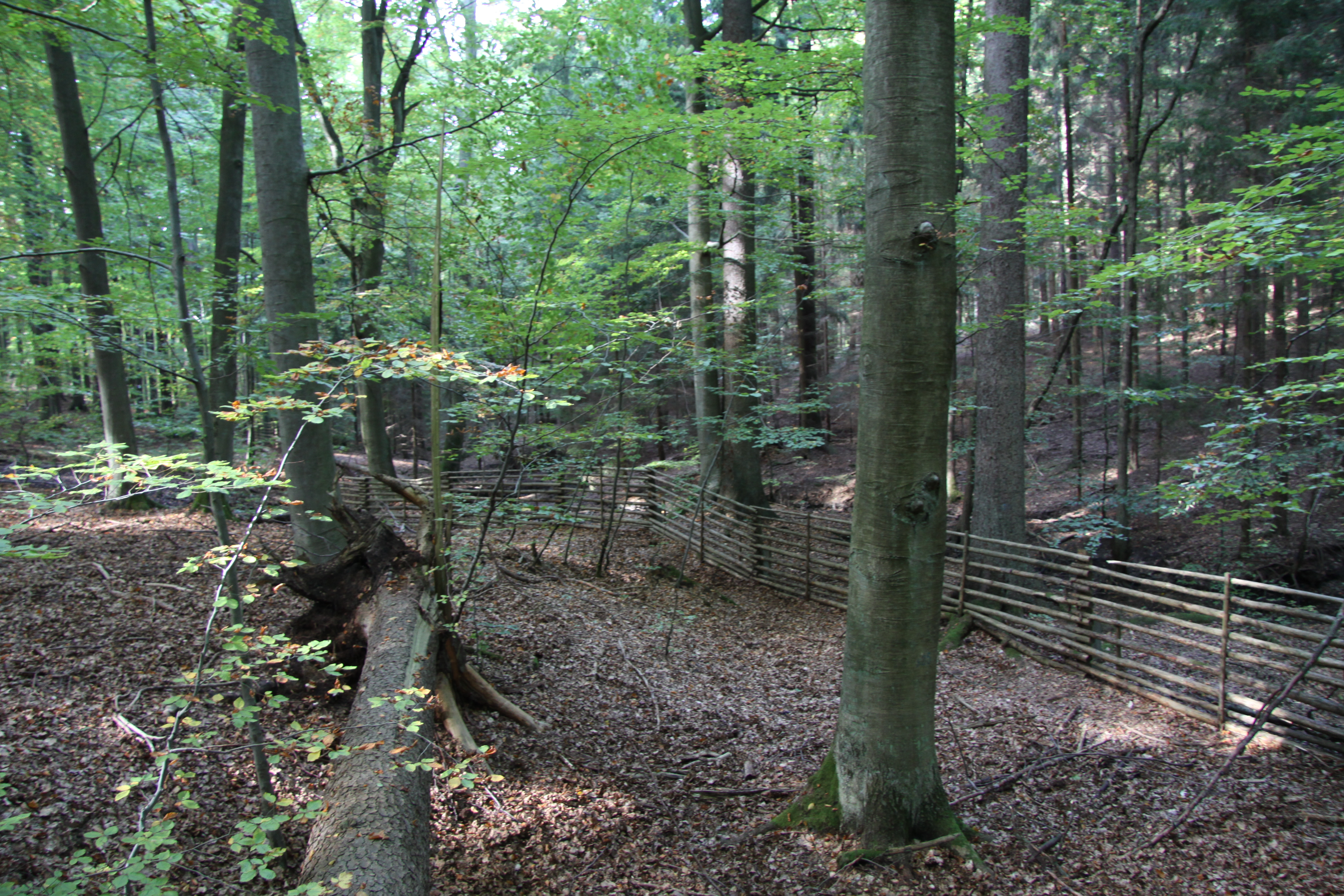
Detail na postupně se zmlazující porost

Z bezobratlých se v Rukávečské oboře vyskytuje stabilní populace silně ohroženého brouka pachníka hnědého (Osmoderma eremita), jenž obývá troucha starých padlých listnatých stromů. Stejný biotop obývá i hlodník Dasycerus sulcatus. V mechu dále žije vzácný drabčík Syntomium aeneum a v ochranném pásmu byl popsán roháč obecný (Lucanus cervus). Z hmyzu se zde dále vyskytuje zástupce dvoukřídlých bahnomilka Pedicia rivosa, bedlobytka Zygomyia valida, stonožka Cryptops parisi.
Jelikož se na lokalitě nachází vzrostlé, staré stromy, je zde významný výskyt ptačích druhů vázaných na staré listnaté porosty. V dutinách těchto stromů hnízdí několik párů lejska malého (Ficedula parva), vzácně holub doupňák (Columba oenas), sýc rousný (Aegolius funereus) a datel černý (Dryocopus martius). V porostech žije chráněná ropucha obecná (Bufo bufo) a slepýš křehký (Anguis fragilis).

## Ochrana
Dlouhodobý cíl ochrany území si dává za cíl zachování jedinečného fragmentu staré autochtonní bučiny s pestrou aviofaunou a entomofaunou, která je vázána na staré listnaté porosty. Z toho důvodu byla přírodní památka v roce 1998 oplocena, aby se zamezil přístup převážně černé zvěře do lokality, což vedlo k opětovnému zmlazování porostu náletovými buky. Staré porosty jsou stále v plodném věku dávajícím naději do budoucna, že se porost podaří přirozeně obnovit. Po dohodě s majitelem pozemků taktéž nyní[kdy?] nedochází k odstraňování odumřelého dřeva z lokality, což přispívá k větší druhové rozmanitosti.
V průběhu druhé poloviny 20. století docházelo k vyřezávání části mladých smrků na lokalitě, nicméně v severních a jihovýchodních oblastech území jsou stále přítomny. V severní části území tvoří dokonce významné zastoupení (dosahující až 30 %). Současně taktéž dochází k postupnému vnášení jedle (Abies alba) na lokalitu s cílem dosáhnout jejího zastoupení mezi 5 až 15 %.

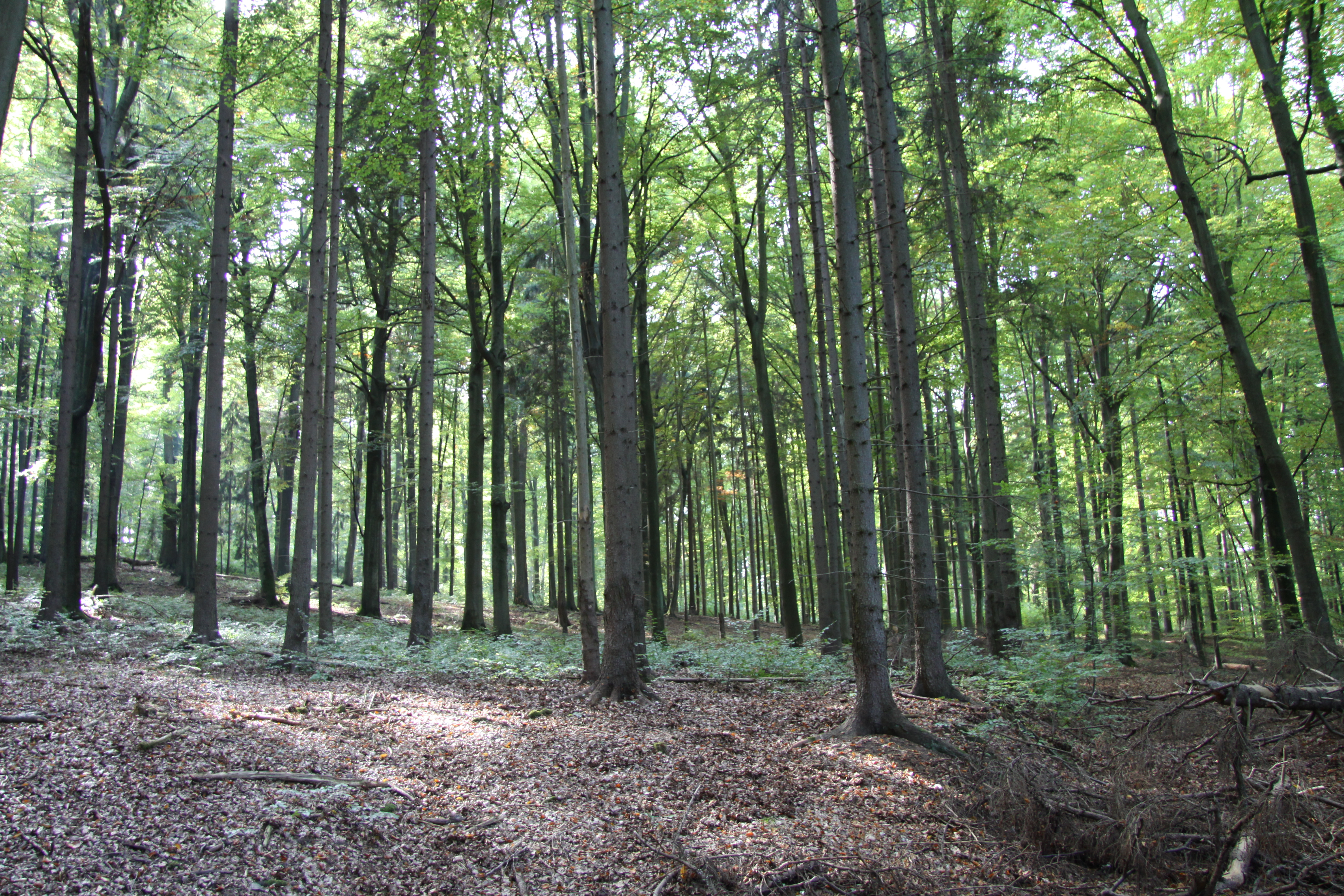
Pohled na bylinné patro pod stromy

Ve snaze vyloučení možnosti, že by starý bukový porost mohl být poničen větrem, je v plánu péče doporučováno, aby v oblasti ochranného pásma nedocházelo k těžbě stromů a vznikům holosečí. Plán taktéž doporučuje vyhotovit nové zaměření hranic přírodní památky dle současného oplocení.

## Turismus
V současnosti je samotné území přírodní památky oploceno, což vedlo k vyloučení turistů z prostor chráněného území a jakéhokoliv vlivu na toto území. Oblast je tedy pro turisty volně nepřístupná. Nicméně na přístupové lesní cestě vedoucí k severovýchodní části přírodní památky je umístěna malá informační cedule popisující lokalitu.